# Piotr Patykiewicz
Piotr Patykiewicz – polski pisarz fantastyki. Studiował politologię, pracował jako dziennikarz lokalnej gazety. Zadebiutował w 1996 r. opowiadaniem Czorty opublikowanym w piśmie "Fenix". W 2006 r. wydał swoją debiutancką powieść Zły brzeg.

## Publikacje

### CyklDopóki nie zgasną gwiazdy
- Dopóki nie zgasną gwiazdy (Sine Qua Non, 2015)
- Parch (Sine Qua Non, 2016) – opowiadanie
- I wrzucą was w ogień (Sine Qua Non, 2016)

### Pozostałe powieści
- Zły brzeg (superNowa, 2006)
- Odmieniec (SuperNOWA, 2006)
- Rajskie zorze (SuperNOWA, 2007)
- Wąska ścieżka czarownicy (SuperNOWA, 2008)
- Samotnica (BIS, 2013)
- Tajemnica Mroku (Wydawnictwo Wilga, 2017)
- Łukasz i Kostur Czarownicy (Wydawnictwo BIS, 2018)

### Zbiory opowiadań
- Infernalizacja (E.I.P.P., 2010)

## Opowiadania
- Czorty ("Fenix" 3/1996)
- Skrzatołap („Nowa Fantastyka” 11/2005)
- Europa („Nowa Fantastyka” 5/2007; Infernalizacja, 2010)
- Infernalizacja ("Science Fiction, Fantasy i Horror" 11/2007; Infernalizacja, 2010)
- In Odore Sanctitatis ("Magazyn Fantastyczny" 2/2008)
- Umieralnia ("Science Fiction, Fantasy i Horror" 12/2008; Infernalizacja, 2010)
- Ćmy słońca ("Science Fiction, Fantasy i Horror" 1/2010)
- Kociarka (Jedenaście pazurów, 2010)
- Rekluzja (Infernalizacja, 2010)
- Socjofobia (Infernalizacja, 2010)